# Església de Sant Adrià de Tendrui
L'Església de Sant Adrià de Tendrui és una obra de Tremp (Pallars Jussà) protegida com a Bé Cultural d'Interès Local.

## Descripció
Edifici d'una sola nau amb coberta de teules a dues vessants. Els murs són de pedra ben disposada però sense una ordenació en filades regulars. De la façana principal destaca l'accés conformat per una porta d'arc rebaixat, que actualment mostra les dovelles -probablement falses- arrebossades amb ciment; les impostes semblen originals i són de maó massís. A la porta metàl·lica figura reblonada la data de 1900. Sobre la porta s'identifica un òcul i en el coronament una espadanya de dos ulls que té annexa una estructura de totxana, a mode de campanar.